# 文化保守主義
ある種の文化保守主義（ぶんかほしゅしゅぎ、英: Cultural conservatism）は、自国の国内文化を保存することへの賛成論を展開するが、それは通常、その文化を変化させるような外圧に直面したときである。またそれとは別種の文化保守主義は、国境によっては定義されない共有の文化遺産（例えば、ヨーロッパないしは中国文化、あるいはアラビア語のような所与の言語に帰される文化）に関心を持つ。